# Тива
Вижте пояснителната страница за други значения на Тива.
Тива (на гръцки: Θήβα, на старогръцки и катаревуса: Θῆβαι, четено съответно Тебай и Тиве) е град в Гърция, център на едноименния дем Тива. Разположен е в Централна Гърция в Беотия. Градът е родно място на една от легендите на гръцката музика Харис Алексиу.

## История

### В древността
Археологическите разкопки, извършени в околностите на днешна Тива разкриват наличието на селище от микенската цивилизация Намерени са и глинени таблички, изписани с писмото Линеар Б доказващи значението на селището през бронзовата епоха.
Тива е най-големият град в древна Беотия, лидер на конфедерацията от градове в Беотия и голяма сила в древногръцката история. Тя е основен съперник на Древна Атина и взема страната на персите по време на втората гръко-персийска война 480-479 пр.н.е.. Тиванските войски под предводителството на Епаминонд слагат край на влиянието на Древна Спарта след като побеждават в битката при Левктра през 371 пр.н.е. Макар че по време на нашествието на македонците Тива е най-силният полис, елитният Свещен отряд на Тива е напълно унищожен в битката при Херонея през 338 пр.н.е. от войските на Филип II Македонски. След въстанието срещу македонската власт в 335 г. пр.н.е., градът е разрушен от Александър Велики.